# Dromiceiomimus brevitertius
Dromiceiomimus brevitertius es una especie y tipo del género extinto Dromiceiomimus de dinosaurios terópodos ornitomímidos que vivió a finales del período Cretácico, hace aproximadamente 70 millones de años, en el Maastrichtiense, en lo que hoy es Norteamérica.